# ごくせん
『ごくせん』は、森本梢子による日本の漫画。集英社の漫画雑誌『YOU』で2000年から2007年2月まで連載された。極道の跡取り娘である主人公が男子高の学級担任となり、型破りな高校教師として活躍するコメディ。「ごくせん」とは「極道先生」の省略形である。連載終了後も何度か番外編が『YOU』や『別冊YOU』などに掲載されている。
日本テレビ製作で2002年以降テレビドラマ化（シリーズ3作、単発2作）され、2004年にアニメ化された。2009年7月にはテレビドラマ版の劇場用作品『ごくせん THE MOVIE』が公開された。

## 登場人物

### 主要人物
山口久美子（やまぐち くみこ）
4月3日生まれ：A型：158cm：48kg：B 78,W 56,H 79：視力 右・0.3、左・0.2：握力 右・74、左・70
本作の主人公。白金学院3年4組担任の新米教師（就任時は2年4組担任）。担当教科は数学。両親は交通事故により幼い頃に死別。後藤久美子と遠藤久美子の「ゴクミ」「エンクミ」にあやかって「ヤンクミ」と内山に名付けられた（ドラマ版では本名の山口久美子にあやかって3年D組の生徒達から「ヤンクミ」と名付けられた）。おさげに眼鏡の地味な風貌。だが、その正体は任侠集団・黒田一家（ドラマ版では大江戸一家に変更されている）の組長の孫娘。黒田の顧問弁護士である篠原智也に惚れている。ごくせんのヒーロー（ごくたまにヒロイン）的ポジションで、要所要所で様々な極道台詞を使いこなす。色恋には疎く、「じじいの校長でも気づいていた」沢田の好意に最終回まで気づかなかった。理想のタイプは「褌の似合う男」。アベテストでは「沢田慎」を名乗って参加し、二次試験のカラオケで0点をたたき出すほどの音痴。
男子生徒や乗り込んできた他校のヤンキーらを叩きのめすほどの強さで彼女に逆らう生徒がほとんどいなくなり、校内暴力が減ったほか、女子中学生からも好評でカッコいいと言われている。ドラマとは違いケンカの際にも眼鏡と髪はそのまま。
終盤、正体がバレたことにより一度窮地に立たされ、白金学院を辞め、北海道に帰ることになった篠原にプロポーズされるものの、生徒達の（褌姿での）必死の説得によって、「卒業まで見届ける」ことを決意。結果、篠原と別れることとなった。その後、校長をはじめとした教師陣が各方面を説得し、再び新1年の担任になる事が決定してこの物語は終わる。
番外編で慎の想いを受け止め、相思相愛となり、後に子供2人が誕生する（増刊号のおまけ4コマのてつとミノルのエピソードより）。
沢田慎（さわだ しん）
8月12日生まれ：O型：178cm：58kg
白金学院3年4組のリーダー的存在。家族は父、母、兄（ドラマ版では父、母、妹）。父は警察庁刑事局長（ドラマ版では代議士）。実家を離れて一人暮らし中。通称「赤獅子の若大将」。大島京太郎と五分の兄弟分で、慎本人は知らないが、黒田一家の兄弟組の組員や川村相談役には黒田一家四代目と見做されている。クラスで唯一久美子の正体を知る生徒。
3年4組の生徒達の中では唯一とても勉強が出来て成績優秀なため中学時代は優秀な生徒達が通う青玉高校に合格していたが、同級生に暴言を浴びせた担任を殴ったため入学取り消しとなり、また父への反発もあり、髪を赤く染めて（ドラマ版では赤い髪ではない）白金学院へ入学し家を出る（ドラマ版では1年生の1学期まで在学していた中央学園高校でクラスの友達の喫煙を一方的に疑った担任の教師を殴ったために退学処分となり、それがきっかけで1年生の2学期に白金学院に転校してきた）。山口の出現で学校が面白くなりそうと言っている。その後、兄・玲が家出したため、父親に呼び戻され、白金を退学させられそうになるが、久美子の助力や自身の想いを伝えたことで、白金に残ることに。この出来事を機会に久美子に好意を抱き、以来彼女の支えとなる存在となっていく。これといってやりたいこともなく、就職しようと思っていたが、「久美子とその大事な人達の幸せのために役に立って生きたい」という夢を見つけ、卒業後は黒田一家の極道弁護士になるため大学進学を志望し、終盤で見事東京大学に合格した。「卒業したら告白する」という公約通りに、最終回で久美子に告白した（一方ドラマ版では早稲田大学と慶應義塾大学にダブル合格して白金学院の卒業生代表に選ばれるが、自分は何の目標も持っていなかったため白金を卒業してからはせっかく合格したその2つの大学を蹴って井戸掘りのボランティアでアフリカへ渡った）。2007年末発売の『YOU』に掲載された番外編『ごくせん2008』において、久美子と相思相愛となる。また2009年7月発売の『YOU増刊 ごくせん THE BEST』のおまけ4コマ漫画において、久美子との間に子供が2人誕生しているエピソードが紹介された。

### 黒田一家
黒田龍一郎（くろだ りゅういちろう）
9月27日生まれ：72歳：AB型：174cm：62kg
黒田一家三代目組長。久美子の実の祖父。通称「昇り龍」、「親父っさん（おやっさん）」。二代目の娘・京子に惚れられ、黒田に婿入りする。極道の世界に知らぬ者がいないほどの大親分。肝臓に持病がある。久美子が十代の時に血を吐いた事がある。刑務所へのおつとめは過去2回。70歳を超えてもなお若い女性と関係を持っているらしいが必死に隠していた（しかし久美子は「もう自由にやってもいいんじゃない？」と考えているが、久美子が黒田一家に来た当初はまだ子供だったので、表立って女性関係を出せなかったため。）。本気で怒らせると組が潰れる。実際に猫股組が潰れている他、一声かければ日本中の名の通った極道が半日で馳せ参じ終結するだけの力もある。組員は少ないが大島や若松は弱小組長以上の力がある他、分家筋も多い。一部の人からは最近は若い衆を取ってないので、近いうちに大島や若松を分家させた後に黒田一家を畳むのでは無いかと思われていたが、それを自ら否定して黒田一家は自身の代では畳むつもりは無いが、黒田一家四代目に関しては世襲制では無く、分家などの黒田一家の関係者達で納得するまで話し合って決めればいいと思っており、自ら四代目を指名するつもりは無い様子。
大島京太郎（おおしま きょうたろう）
41歳：B型：184cm：72kg
黒田一家若頭。ケンカによる服役を終えた刑務所帰り。通称「京さん」。久美子のケンカの師匠でもあり育ての親的存在でもある。久美子の事は目の中に入れてグリグリしても痛くないらしい。久美子も若松を自身の親的存在だと思っており、大島の出所日には自らの意思で刑務所まで行き刑務所から出た大島を出迎えた。若松と共に極道界随一の腕っ節を誇り、「黒田の大島・若松」と言えば一人でも並の組10組をひれ伏させる程。危ないところを助けられ、慎を気に入り「赤獅子の若大将」と命名する。握力90キロ。ドラマ版には登場していない。
若松弘三（わかまつ こうぞう）
38歳：O型：171cm：80kg
黒田一家若頭補佐（大島不在の間は若頭代理）。黒田一家では唯一の妻帯者（妻・康絵）。組の若手をまとめている。
「見るからに『絶倫キング』と呼ばれてそう」、「顔が最早法律違反」などと言われており本人も若手にはその体を見せてはいるが、妻一筋の大の愛妻家。バーに行った時に康絵に一目惚れ、猛烈なアタック（花束、プレゼント、謎の血判、刺されて入院中の所を脱走しての来店など）を経て結婚した。自身の妻への愛に絶対的な自信を持っているため、プロポーズでは「もし浮気したら、俺のナニをナイフで切り落としてから犬に食わしてもいい」と公言した、そのため女性関係では龍一郎から絶対の信頼を得ており龍一郎の愛人の引っ越しの世話も任せていたがこのせいで康絵から浮気を疑われる羽目になった。本人は黙秘をしてたが、龍一郎から「あの女は若松の愛人ではない」の言葉から、女性が若松で無く龍一郎の愛人だと周囲が察したので、誤解は解けた。洞察力に長けており、黒田一家の中では主にツッコミを担当する。
朝倉てつ（あさくら てつ）
2月24日生まれ：23歳：O型：175cm：90kg
黒田一家の若い衆のひとり。以前は母親と2人で暮らしていたが、母親に捨てられたことでグレてしまい、ミノルと共に黒田一家のシマで悪さばかりしていた。若松に焼きを入れられた数日後に黒田一家に入りたいと押しかけてきたところを久美子に拾われ今に至る。外見は島木譲二だが久美子よりも年下。達川とは同じ中学。後に病に倒れた母親と再会するが、病気というのが演技であった上に母の愛人がとある組にした借金を解決するために無理矢理協力させられてしまう。その後は母の愛人と共に組関係者にリンチを受けるが、久美子に助けられ、久美子の説得で母親とも縁を切る決意をする。
デカワンコにもゲスト出演している。
達川ミノル（たつかわ ミノル）
3月6日生まれ：22歳：A型：169cm：60kg
黒田一家の若い衆のひとり。14歳の頃てつと共にグレていたところを久美子に拾われ今に至る。てつの後輩。黒田一家で唯一料理が出来て魚も捌ける、洗濯や掃除が得意など、優秀な主夫。
卒業までの約2ヶ月間は黒田一家から中学に通うことになったが、担任教師から「卒業はさせてやるから、空気が汚れるから来るな」と追い返される。それに激怒した久美子が卒業式の日に教師を倒した。この件がきっかけで久美子は教師を志すようになる（久美子はその後黒田龍一郎に物凄く怒られたらしいが、康江によると空手の達人が素手の女子高生にやられたのは体裁が悪くて言えなかったと推測している）。
川村菊次郎（かわむら きくじろう）
黒田一家相談役。90歳。初代黒田一家組長・黒田寅吉の最後の子分。黒田一家の生き字引。ドラマには登場していない。
篠原智也（しのはら ともや）28歳：A型：175cm：62kg
黒田一家顧問弁護士。一流大学法学部卒。久美子が思いを寄せている相手。父が詐欺まがいの借金の保証人となり、苦労したことで、その被害者を救済したいと弁護士を目指すが、過去に、バイト中にチンピラに絡まれて怪我したところを黒田龍一郎に助けられた上に手当てもしてもらい、学費まで出してくれた事に恩義を感じ、黒田が警察に勾留中駆けつけ、そのまま極道弁護士になる。北海道出身。黒田龍一郎は極道の人物ではあるが筋の通った尊敬できる人と言っている他、「組員は強面揃いだがどことなく抜けてる」と評している。
組の顧問弁護士になったことで、父親に勘当されていたが、その父親が倒れたことをきっかけに、極道の世界とは縁を切り、北海道へ帰ることを決意。久美子が組のみんなや学校を大切に思っていることから、言うつもりはなかったが、終盤、白金を辞め落ち込んでいる久美子を見るくらいなら、と、一緒に北海道に来てほしいとプロポーズした。しかし、久美子が白金で教師を続けることとなり、ひとり北海道へ帰っていった。
ドラマ版では警視庁環六警察署生活安全課の刑事となっている。
黒田富士（くろだ ふじ）
6歳（人間換算で約40歳）：80cm：40kg
黒田一家の愛犬。外見は土佐犬だがミックス（犬種不明）。馬のような尻尾がトレードマーク。慎に異様になついている。また、スピンオフ作品「ごくけん」においては二本足で歩き、しゃべる（作者曰く、正確には慎が犬語を話しているらしい）。人語が理解できるらしく、普段からも慎と意思疎通している。土佐闘犬として有名な朝金龍という弟がいるが彼に似ても似つかないほど怖い。
朝倉と同じくデカワンコにゲスト出演している。
カルロス翔（カルロス しょう）
本名：丸田則男。若松の店の用心棒だったが、久美子が龍一郎との親子盃を餌に白金学院ボクシング部のトレーナーに就任させた、自称元プロボクサー。その後、窃盗で逮捕され裁判にかけられていたが、篠原のおかげで実刑は免れた。チャームポイントは、ハーフサイズの左手小指。

### 白金学院
白川権三（しらかわ ごんぞう）
校長。62歳（ドラマ版では65歳）。超小柄。久美子の正体を知っていながら彼女を白金学院に採用した張本人（久美子の正体を知っていながら彼女を白金学院に採用したのはドラマ版も同じである）。すぐズボンを下ろす露出癖あり。父の遺志を継ぎ学院存続に奔走。
3人兄弟の末っ子であり下記の雁一郎以外に凡二郎という次兄がいるが作者曰く「毒にも薬にも使えないキャラなので今後登場する予定はない」とのことであった。
ドラマ版では身長も普通で露出癖も一切無いとても真面目なキャラ（真面目な割にはどんな教師や生徒が相手でも威厳を一切見せない非常に穏やかな性格であり、しかも始業式などの際に椅子に座って居眠りしたりするなどのだらしない一面もある）に変更されており、それに兄弟がいる事まで明かされていない。
白川雁一郎（しらかわ がんいちろう）
校長の兄で理事長。64歳。顔は弟とソックリだが異様に身長が高い。学院を経営している白川グループの総帥。儲けも誇りもない白金学院を閉校しようと画策している。ドラマ版には登場していない（猿渡教頭の父が理事長になっているため）。
猿渡五郎（さわたり ごろう）
教頭。50歳。何かと小言が多く生徒からは嫌われている。「白金は学力が低い」というイメージを払拭したいと思っている。沢田の東京大学合格を心から喜び、巨大な垂れ幕を用意した。ドラマ版では自身の父が理事長となっており、そして更には妻がいる事まで明かされている。
藤山静香（ふじやま しずか）
9月12日生まれ：26歳（ドラマ版では25歳）：B型：161cm:3年2組担任（ドラマ版では3年C組担任）。担当教科は音楽（ドラマ版では英語）。久美子の同期。バストFカップのナイスバディ。男性コーラス部の顧問。好みのタイプは線の細い美少年。
以前は中学校の教師をしていたが生徒が自殺未遂をし退職した過去を持つ。
三浦弘樹（みうら ひろき）7月20日生まれ：25歳：AB型：173cm：56kg
3年副担任。担当教科は国語。美少年愛好家。理事長のスパイとして動いていたが、オカマの生徒達とすっかり打ち解け、「みっちょん」と呼ばれている。その為スパイの事は忘れている。ドラマ版には登場していない。
丸山昭雄（まるやま あきお）
担当教科は理科（主に化学）。53歳。白金生活20年を越えるベテラン教師。通称「丸ちゃん」。卒業生からも慕われている。ドラマ版には登場していない。
岩本康平（いわもと こうへい）
担当教科は保健体育。38歳。3年1組担任兼学年主任。団体行動が好き。熱血ラグビー教師。何かとニオイを嗅ぐにおいフェチ。ドラマ版では学年主任ではない。
江口篤史（えぐち あつし）
担当教科は英語。29歳。3年3組担任。:白金の事情通。白金学院にあって珍しく論理的な常識人。ただし、三年生と二年生の対決では藤山と並んで三年生の先生と対立した。ドラマ版には登場していない。
八田清（はった きよし）
担当教科は国語（主に古典）。48歳。体格は良いが性格は温厚。空手への愛着は人一倍。ドラマ版には登場していない。
幸田悦郎（こうだ えつろう）
担当教科は地歴公民。33歳。過去に水球で五輪経験もある。脱いだら見事な逆三角形。ドラマ版には登場していない。

#### 3年4組
内山春彦（うちやま はるひこ）
18歳。5月2日生まれ168cm、52kg。
通称「うっちぃ（うっちー）」。虚勢ばかりはるがケンカには弱い。4組のムードメーカー。ひったくり犯を捕まえた翌日に新聞にて一人だけ称えられる、矢吹高校の拳闘部員に非公式で1勝する等、自分だけおいしいところを持っていくが、周囲から嫌われることはない。情報通で情報収集に長けている。今井詩織というホラーマニアの彼女が出来た影響で、将来は美大に行って特殊メイクの勉強をしたいらしい。また、その影響か藁人形や幽霊などのホラー系のシャツを着てくるようになった。
南陽一（みなみ よういち）
18歳。11月26日生まれ169cm、60kgのA型。
クラス一のお調子者で切り込み隊長。友情に厚く、自己犠牲的な行動に出る面もある。3人兄弟の長男だが、弟達はまだ小学生。終盤で天笑会に騙され、心配する久美子に「お前はヤクザの跡取りなんだろうが」と大声で言い放ち全校生徒に秘密が知られる事となった。久美子が白金学院を辞めることになった元凶。
野田猛（のだ たけし）
18歳。10月10日生まれ171cm、57kgのO型。
キャップがトレードマーク。将来は専門学校で資格取得しつつ祖父のクリーニング屋を手伝うらしい。沢田が久美子に惚れているのを見抜くなど洞察力があり、沢田不在時の実質的なツッコミ。姉が達川と交際していた。ドラマ版では兄弟がいると言う事まで明かされていない。
熊井輝夫（くまい てるお）
17歳。3月19日生まれ。174cm、75kgのA型。
通称「クマ」。沢田とは小学生の頃からの友達で、様々な恩がある。母親想い。将来は調理師免許を取り亡くなった父の借金で手放したラーメン屋を取り戻すのが夢。ドラマ版では父が途中までラーメン屋を経営しており、その父が突然亡くなったために将来は実家のラーメン屋を継ぐ決意をし、高校卒業後は実家のラーメン屋を継いで全シリーズに登場した。
犬塚公平（いぬづか こうへい）
18歳。6月13日生まれ170cm、45kgのB型。
犬棒組組長の息子。普段は色白でひ弱な美少年だが、興奮するとモッサーとしたおっさん顔に豹変する二重人格体質。久美子とは犬棒組の初代組長であった祖父の代から縁がある。ドラマ版には登場していない。
鶴田一郎（つるた いちろう）
19歳。5月18日生まれ190cm、105kg。B型。
元3年の用心棒。工藤の仲間で当初は停学中であったが、山口と勝負で負け、自ら留年して2年4組に入る。空手の達人で全国大会ベスト8の実力者で、大人数人がかりでも中々抑え込めない程のパワーを誇るが、自分のルックスを気にしている。1年前の修学旅行ではすすきのでめくるめく夜を体験したらしい。ドラマ版には登場していない。
久保裕司（くぼゆうじ）
18歳。169cm、48kg。A型。
沢田の陰に隠れがちだが、テストの成績は常に2位で合否判定ではいつも合格（沢田と久保のみ）、形骸化しているが生徒会会長を率先してやるなど成績は中々優秀。当初は暗くブツブツ何かを呟くいわゆる「アブナい奴」だったが、久美子と打ち解けると同時にその影は也を潜めた。見た目は不健康そのものな痩せ型の体型だが、アベテストの最終試験にて、見た目からは全く想像のつかない程のタフガイであることが発覚、3年4組唯一のアベテスト合格者となり、アベツル商店に就職が決まった。また歌唱力にもたけておりアベテストのカラオケではどんな音程のずれも見逃さないカラオケマシーンで100点をたたき出している。ドラマ版には登場していない。
木下明（きのしたあきら）
18歳。174cm、54kg。A型。
白金で稀少なサワヤカ少年で、恋人がいる。文化祭でもホスト役を務めていた。藤山先生にとって慎に次ぐ4組のお気に入り。ケンカは苦手だが、ほかの生徒同様な行動をとることもある。ドラマには登場していない。
長谷川圭太（はせがわけいた）
慎たちと同級生で、明るい髪の主。顔立ちがよく、藤山先生にとってお気に入りのひとりだが、文化祭では活躍する描写がない。ドラマ版には登場していない。

#### その他の生徒・関係者
リヒャルト・ハッフナー
1年4組25番。オーストリアからの留学生。名家の子息で、祖国オーストリアでは名門校に通い、トップクラスの成績だったのだが、どのような手違いで白金学院に来たのかは不明。日本語が少し話せるが白金生徒のせいで下ネタを連発したり覗きをするなどの問題がある（例／フニャチンで～す、おはようございマ○コ等）。前述のようにオーストリア出身なのだが、オーストラリア出身と白金生徒に思われている。学校見学会では沢田と共に質問コーナーの担当をしていたがイケメンと変態の外人との握手会になってしまった。
阿部鶴男（あべ つるお）
卒業生で同窓会会長。38歳。全国チェーンのディスカウントストア「アベツル商店」の代表取締役社長。毎年「アベテスト」と言う名の白金高校3年生を対象にした採用試験を行っており、毎年卒業生から「アベテスト」の合格者一名を社員として採用している。そのため進路調査表に「アベテスト」と書く生徒も多いが、教師達からは歴代の合格者達の共通点や何を評価されたのかはわかっておらず、「アベテスト」を受けた生徒達も何故か「アベテスト」に関しては話さない。高校生の頃は相当荒れており、校長と丸山は彼に苦労してハゲてしまったという。現在は2人と友好的で再会した際にうれし泣きしながら抱きついている。黒田龍一郎とはなんらかの関係があり彼に対しても恩義を持っている。犬塚には「アベツル大将」と呼ばれている。
柴田洋一
沢田達の2学年下の1年生。父親は大学教授で母親は市議会議員兼暴力追放市民の会のリーダー、姉と弟は中学から名門校に通う生粋のエリート一家の出身だが、名門中学の入試に失敗してグレ始め、白金に入学が決まったことで両親からも見放されかけてしまう。その事でカツアゲや爆弾事件を起こしていたが、山口の身体を張った説得で改心した。
川田
一年のアフロのオカマ。沢田に気があり、「慎様」と呼ぶ。エリーゼに進学希望だったが両親の勧めで白金に入学。カマ田と呼ばれ、いじめられていたが、上級生のオカマと共に三浦が面倒見ることで打ち解けている。

### その他の登場人物

#### 父兄
熊井さゆり（くまい さゆり）
熊井輝夫の母。38歳。夫を早くに亡くし、女手1つで息子の輝夫を育ててきた。康絵の店でホステスとして働いている。通称「さゆりさん」。息子に熊井爆弾という大きなオニギリを作って持たせることが多い。ドラマ版では名前が熊井雅子に変更され、それに途中で夫が亡くなるまでは夫と共にラーメン屋を経営していた。元気が良く、息子はおろか、内山も殴られたと言う。
沢田郷（さわだ ごう）
沢田慎の父。42歳。警視庁刑事部中央局長。頭の固い性格だったが息子の本音を聞いて少し柔らかくなっている。ドラマ版では名前が沢田正太郎に変更され、職業も代議士に変更されている。
沢田玲（さわだ れい）
沢田慎の兄。19歳。成績優秀な大学生だったが突然やりたい事があると家出。しかし近所の友人の家にいた事が判明。父親と相互理解の後、家に戻ることになった。ドラマ版には登場していない（慎の兄弟が妹と二人だと言う設定に変更されているため）。
野田あやか（のだ あやか）
野田猛の姉。ミノルの中学の後輩で元彼女。極妻になってデンジャラスアンドビューティーに生きようと思っていたが、ミノルが極道から足を洗ったため、別れた。ドラマ版には登場していない（猛に兄弟がいる事まで明かされていないため）。
柴田の母
市議会議員兼暴力追放市民の会のリーダー。一人だけ出来の悪かった洋一を家の恥さらしとし、白金に通っていることをひた隠しにしてきた。議員事務所に（理事長から）送られたFAXから久美子の正体を知り、処分を要求してきたが、猿渡から息子の行いを知って自分の過ちに気付き、考えを改めた。その後は性格も丸くなったようで、久美子の素性が生徒や他の保護者に知れ渡った際にはPTAの説得に奔走した。
犬棒組組長（二代目）
表向きは「犬棒興産社長」となっている。公平の父で白金学院のPTA会長でもある。久美子の幼少時代に黒田一家から漏れた情報が原因で敵対勢力に襲撃されて重傷を負った事がある。公平が組員を使い同級生や先輩後輩を襲撃していた事を知らなかったが、久美子の説教で息子の問題は息子自身で解決させるようにする。山口を退職に追い込もうとする理事長とは裏腹に学校に残そうとする阿部鶴男と意気投合する。

#### 極道関係
若松康絵（わかまつ やすえ）
若松の妻で、黒田一家が経営するクラブのママ。37歳。通称「康絵ねーさん」。一目惚れした若松から熱烈なアプローチに負けて結婚。
和田孝介（わだ こうすけ）
黒田一家の分家・和田組の組長。久美子の母・由梨子と恋仲だったため、久美子の実父ではないかと噂されるが、真相は不明。
天海（てんかい）
黒田龍一郎と兄弟の杯を交わした天海組の組長。既婚者。久美子のことも幼い頃から知っている。すぐに妙なものにハマり組員や久美子から呆れられている。
狸腹（たぬきばら）
黒田一家と古くから関係を持つ狸腹会の会長。強面であるが気さくな性格。久美子が修学旅行に行っている間に急死。
アニメでは、黒田一家を名乗る何者か（真犯人は猫股組に雇われた工藤）によって柿田組のシマが荒らされた際にテツとミノルの処遇を決める会議で登場。2人を巻き込まないように単身で会合に訪れた久美子の器の大きさを認める。原作と異なり急死はしない。
柿田（かきた）
狸腹会のNo.2と呼ばれる柿田組の組長。穏健派。狸腹の死後は狸腹会の会長となる。
アニメでは原作と容姿・性格が全く異なる人物として登場。原作同様狸腹会のNo.2であるが、血の気の多い武闘派として知られている。
栗田（くりた）
狸腹会に所属する栗田組組長。武闘派であり、猫股と手を組み狸腹会の次期会長の座を狙っていたが、猫股組が黒田一家に潰されたことにビビッて柿田を新会長に推薦した。アニメには未登場。
猫股（ねこまた）
猫股組組長。栗田と組んで狸腹会を乗っ取ろうと企んでいた。工藤からも呆れられるほどの小心者で、彼が久美子を拉致したと知った途端、自己保身のために工藤を切り捨てた。しかし工藤の件で黒田龍一郎の逆鱗に触れ、組ごと壊滅させられる。
アニメでは原作と異なり、工藤達を使って様々な悪事を行っていた。工藤が久美子を攫った際には、原作と異なり久美子を始末するために手下たちと工藤のアジトに乗り込むも、駆け付けた白金の生徒達に手下を倒され、自身も敗走するがクマの知らせで駆け付けた黒田龍一郎らに制裁を受けた。
犬棒組組長（初代）
犬棒組初代組長で公平の祖父。かつて息子が黒田一家から流出した情報で重傷を負った際に黒田一家に乗り込み、その当時龍一郎が刑務所に入っていたのこともあって当時の黒田一家幹部だった辻に責任を取らせようとする等強硬な姿勢を見せるが、幼い久美子が彼に代わって指を詰めようとしたことから彼女の器の大きさを認め、黒田龍一郎の孫である久美子が流した血で黒田一家は責任を取ったとして納得し、この一件はこれで終わりにして、指を怪我した久美子を病院に連れて行くよう告げる等良識的な対応を見せた。
古川（ふるかわ）
てつの母の愛人。とある組に借金をしており、てつが黒田一家の関係者と知って用心棒としてその組に連れて行くが、てつが自分は黒田一家とは関係ないと発言したことで形成が逆転し、組関係者にリンチを受ける。その後は事情を知った久美子によって借金は黒田一家で一本化され、彼自身は山奥のダム建設現場に送られた（真面目に働けば5年ほどで借金を完済できるらしい）。
鯨岩（くじらいわ）
かつて黒田一家と抗争を繰り広げていた鯨組の組長。自称「黒田龍一郎のライバル」だが、本人からは全く相手にされていない。部下からは慕われている。大島は5年前の黒田一家と鯨組との抗争で刑務所行きになったらしい。龍一郎の妻、京子に惚れていたが、彼女が龍一郎と結婚したため、彼に対して強烈な嫉妬心を抱いている。その後は彼を超えるために身体を鍛え続けており、70過ぎとは思えない程筋骨隆々な肉体を誇る（久美子曰く「違う方向へ進んでいる」）。工藤を使い黒田一家を襲撃するも、久美子によって阻止される。龍一郎が尋常でない数の極道を引き連れて現れた挙句、手下を全滅させられてしまう。
岡草
宗教団体「天笑会」のナンバー2. 大笑福の右腕とされていたが、実際は彼を唆して詐欺や恐喝を行っていた。元は馬の尾組のヤクザだったが、先代の組長に破門され、その後は若者を使って詐欺行為を働いており、大笑福と提携後は天笑会を作り上げ、実質トップの地位にいた。南を連れ戻しに来た白金の生徒達や久美子にエフゲニら用心棒を差し向けるも、エフゲニが久美子に倒され、そのまま逃げ出そうとしたが、黒田一家に捕えられた。
エフゲニ
岡草が雇ったロシア出身の用心棒。マッシュルームカットと股間のもっこりが特徴の大柄な男で、久美子が全く歯が立たない程の強さを誇る。その強さで久美子を一方的に叩きのめすも、生徒達に抑え込まれた隙に、久美子に鉄パイプで股間に強烈な突きを喰らった事で敗北した。
大笑福
天笑会の表向きの教祖。「腹の底から笑うことで福を呼び込む」を謳い文句に多くの信者を集めていたが、実際は結託していた岡草に良いように利用されていたに過ぎなかった。岡草と手を組む以前から暴力団関係者の事務所に顔を出していたが、当人は根っからの悪人ではなく、岡草がお年寄りから財産を騙し取っていたと知った際には犯罪を許すわけにはいかないとして彼をクビにしようとしたが、逆に捕えられてしまう。最終的な動向は不明。

#### 青玉高校
馬場
山口の先輩で、数学教師。
上杉律（うえすぎ りつ）
18歳。模試の成績は常に全国トップ。生徒会会長。世直しと称し暴行事件を繰り返していたグループのリーダー。沢田と模試勝負の結果は同点だったが数学の点数が負けていた為、負けを認める。沢田と同じく東京大学法学部に合格し、将来は検事になるのが夢。
林崎
3年で上杉らのパシリ。白金の生徒と幼馴染。仲間らと町内で暴行を働き、リヒャルトや沢田に罪を擦りつけたりしていた。

#### その他
工藤広樹（くどう ひろき）
元白金学院生徒。19歳。問題ばかり起こして退学になった後も校内に入り3年を仕切っていたところを久美子に敗れて以来、幾度となく久美子の前に事件と共に現れ、最終的には黒田に引き取られ部屋住みとして暮らす事になった。当初は度々脱走を企てていたが、大島、若松の威圧感に恐れをなし、ミノルなら倒せそうだと思うも、彼が刺身包丁を持っているところに遭遇して身の危険を感じた挙句、富士や街の住民達にまで脱走を妨害されてしまう。その後は大島に自分が久美子に守られている（度々久美子に危害を加えている事から黒田一家の関係者の中には彼を殺そうとしている勢力がいる）事を教えられ、一応は真面目に雑用をこなすようになる。久美子からもらったのっぽさんの帽子がトレードマーク。
ドラマ版には第2シリーズにて登場し、黒銀学院高校の元生徒（卒業前に問題を起こし退学）となっている。
今井詩織（いまい しおり）
お嬢様学校・エリーゼ女学院の生徒。内山の恋人。ホラーマニアで怖いもの大好き。文化祭では一人でホラー屋敷「死悪離の部屋」を催し、二度も驚いて気絶した内山を気に入る他、気絶した内山を負ぶって保健室に運ぶほどの力もある。
吉住りえ（よしずみ りえ）
篠原智也の幼なじみ。篠原の父が倒れた際、片想いを募らせた末に黒田まで乗り込んで来た。その後北海道の小樽まで篠原を追いかけた久美子・藤山と病院前で鉢合わせしなぜか藤山と修羅場になる。しかし篠原にフラれた（正確にはお互い男女として意識したことがないと言った）北海道で藤山に連れ回された後の行動及び消息は不明。藤山の舎弟扱いを受けていた模様で車から藤山の北海道土産を運びだしていた（なぜか藤山とペアルック）。
竹男（たけお）
沢田たち白金学院生徒の先輩。卒業後、ホストクラブ「ルパン」に就職し「TAKEO」と名乗る。喧嘩で助けてもらった沢田への恩返しとして「年上の女の口説き方」を徹底的に叩き込んだ張本人。花火大会にて慎がいつになく押しまくり、久美子との仲を進展できたのは彼のお陰。

## コミックス・サブタイトル
2007年2月完結のコミックス全15巻及び収録タイトル。（）内は表紙になったキャラクター名。
1巻（山口久美子）
- わけあり新米教師誕生!!
- ゴクミ エンクミ ヤンクミ?
- 3年生 VS 久美子
- 悪ガキ軍団の始動
- 対決のとき来たる!?
- 三代目の危機!!
- 刺客の凶弾
- 若松、大いに語る
- 龍一郎の侠気（※「侠気」に「おとこぎ」とふりがな）
- 白金学院高校の文化祭

あらすじ
私立・白金学院。絶滅寸前のつっぱり不良達がのし歩く吹きだまりの男子高校。ここに新卒採用されたのが、眼鏡におさげその上ジャージで身を固めた、超地味な女「ヤンクミ」こと山口久美子。一見パッとしない久美子だが、その正体は、任侠一家・黒田組三代目の孫「お嬢」だった!家に戻れば黒田の「お嬢」として時に組長代理を務めあげて危険と隣あわせになることもあるが、一歩外に出れば「教師」として持ち前のケンカの腕前を披露してピンチの生徒を救うことも。また時には研究授業を集団エスケープされた上、なぜかタイマン勝負を挑まれたり!? 大忙しの久美子の生活が始まる。

2巻（沢田慎）
- カリスマホストクラブ!?
- マジギレ 久美子!
- さゆりさんとの出会い
- クマの母ちゃん!?
- 白金学院開校以来初の…
- てつ15歳、ミノル14歳の想い出
- 久美子が教師になったワケ
- ひったくりに注意!!
- おとり捜査

あらすじ
かねてより、久美子の正体を疑っていた、担任クラスのリーダー格・沢田慎。文化祭での騒動がきっかけで、ついに久美子のケンカの実力がバレてしまう。その慎は学院でも屈指の成績優秀な生徒だが、他の生徒の見るに堪えない成績に久美子はついに補習を敢行するが……!?
さらに、白金学院にひったくりの疑いがかけられ、それに久美子の生徒・うっちー（内山）と野田が巻き込まれ、解決のために久美子が立てた作戦はなんと……おとり捜査!! また、黒田組の「お嬢」である久美子がなぜ教師を志したかの理由も明かされる。

3巻（大島京太郎）
- 伝説の仁侠・大島若頭のお帰り!!
- 特別番外編「慎ちゃんとクマの馴れ初め♥」
- 久美子のケンカ修行
- 黒田一家の名芝居!?
- 校長は何でも知っている!!
- ミンゲンヒ〜ナ〜って何じゃ!?
- 藤山先生の過去
- 市川クン大ピンチ!!
- 御無沙汰!! 天海組長♥
- おとり捜査ふたたび
- 助太刀参上!!

あらすじ
大島京太郎。黒田組の若頭にして久美子にケンカのいろはを教えた師匠でもある。その京太郎がにムショから長いおつとめを終えて帰ってきた!! 久美子や組のものと感動の再会を果たすが、その一連の様子を慎とクマ（熊井）に見られてしまい!?
一方、久美子と同期の音楽教師・藤山。コーラス部を設立し、独特の教師生活を謳歌しはじめるが、藤山の生徒の一人がなんと、自殺騒動を巻き起こす!! そんな中、学院内でなんと「シャブ」が見つかる！ 出所を探る久美子に慎が協力を申し出るが思わぬ事態に……!?

4巻（藤山静香）
- アイツガ帰って来た!
- ウッチー大ピンチ!!
- 仁義なき学園闘争勃発!?
- 決戦のとき来たる!!
- 久美子の縁談♥
- 見合い上等!! さらば愛しき人よ…。
- 遠まわしのイエス!?
- ひと晩つき合えーー。
- 若頭のお礼参り!?
- とし子ちゃんとアリスちゃん♥

あらすじ
退学になった工藤の仲間で空手の達人・鶴田一郎。その鶴田の停学が明けて白金学院に帰って来た! それによって微妙な均衡を保っていた2年生と3年生の間の対立が激化!! 収まらないケンカに業を煮やした久美子がついに鶴田の前に立つ!!
そんな男顔負けの久美子に、ある日舞い込んだ「見合い」話。断る久美子だが、彼女の想い人であり、黒田組の顧問弁護士である篠原はなんと、見合いを勧める……!?
一方、シャブ事件以来、学校を休み続けた慎はひょんなことから黒田の若頭・京太郎のピンチを救う。お礼と称して京太郎が慎を連れていく先は……!?

5巻（熊井、内山、南、野田）
- 白金学院が閉校…!?
- とにかく目指せ日本一!!
- 秘密の特訓 BY カルロス翔
- 熱闘ボクシング対決!!
- 最強伝説ここに復活!?
- てつがしょっ引かれた!!
- 篠原先生の過去
- 失くした夢って何ですか？
- 慎が退学!?

あらすじ
白金学院が閉校の危機!!閉校を取り止める条件は「日本一になること!」。先生たちが各々奮闘する中、久美子もボクシング部を設立してこのピンチに立ち向かう!!
一方、黒田一家では、久美子の弟分・てつが警察にしょっぴかれた!! 身に覚えのない容疑に皆が動揺する中、篠原が解決のため動く。しかしそれがきっかけで、久美子は篠原が弁護士になった本当の理由を知ってしまい、ある決断をする。
そんな折、久美子にもたらされたのはなんと……沢田慎の退学届!!

6巻（黒田龍一郎）
- 山口っ、頼む!!
- 人質奪還!!!
- 父親の魔手……
- 特別番外編!! お嬢最初の武勇伝♥
- 謎の転校生現る!!
- 犬塚 VS 2年4組
- 久美子、犬棒組に乗り込む!!
- 夏本番!! 極道だって恋をする♥
- ミノルが破門!?
- 慎の兄貴
- ドトーの修学旅行スタート!!

あらすじ
学校を辞めたくない!そう久美子に伝える慎を助けたいのはヤマヤマだが、慎の父親はなんと警察のお偉いさん! もっとも苦手とする相手だが、ついに久美子は慎を奪還することを決意する!! 黒田一家をも巻き込んでの、この騒動の結果は………!?
一難去って、また一難。久美子のクラスにやって来た、転入生・犬塚公平。一見繊細な美少年風だが、数々の暴行事件に関わっていたという……その正体はなんと……!?
さらに、久美子のもう一人の弟分・ミノルが、なんと野田の姉・あやかと恋に落ちてしまう!?
季節は修学旅行シーズン!行き先は沖縄!!浮かれる久美子だが、果たして無事に終わるのか……!?

7巻（てつ、ミノル）
- 白金ボーイズの大脱走♥
- うっちーを探せ!!
- まだまだ、うっちーを探せ!!
- 狸腹組のお家騒動!!
- 久美子がさらわれた…!?
- 狂犬・川西VS赤獅子の若大将
- 猫股組長の最期
- 慎ちゃん大ピンチ!! 妖怪女子高生の魔手!!
- さらっと告白♥
- 理事長の刺客!!

あらすじ
沖縄へ修学旅行に行ったある夜、ホテルから抜け出した慎・クマ（熊井）・うっちー（内山）・南・野田の5人。ところが、うっちーが帰ってこない!!夜の沖縄の街、久美子と慎はうっちーを探し回るが……!?
修学旅行を終えた久美子が実家に戻ってみると、なんと狸腹会長が亡くなっていた!!会長の急逝で勃発した跡目争いに久美子も巻き込まれ……!?
さらに、慎ちゃんに恋の予感!?

8巻（篠原智也）
- 深夜の密会…♥
- 三浦先生、大暴走!!
- 和田組組長・孝介
- 本当の父親は!?
- 鉄砲玉!!!!（※「鉄砲玉」に「ヒットマン」とふりがな）
- 真実は…
- 守れ僕らのFカップ♥
- 久しぶりにコスプレ!!
- Fカップ救出隊、突（乳）入!!（※「突」と「入」の間に×印を重ねた「乳」）
- 狂喜乱舞の秋祭り!!
- お玉取りの神事

あらすじ
久美子を辞めさせようと躍起になっている理事長が刺客として送り込んだ、謎の教師・三浦!!3年4組の生徒たちが、英知を結集して編み出した小学生レベルの作戦に便乗して何とか久美子の弱点を探り出そうとするが、彼の興味は意外な方向へ……。
惚れた相手は極道。だが、命知らずの男を夫にするほど私は強くない――そういって、フツーの公務員と結婚した久美子の母・由梨子。だがそんな母も久美子が幼い頃に、交通事故で……。両親の17回忌に龍一郎・大島・若松と連れ立って墓参りに出かけた久美子だが、そこで母にまつわる思いがけない真実を……!?
そんな折、藤山先生にストーカー!!?久美子が思いついた作戦とは……!?
神山町の秋祭り・玉取り祭!!ひょんなことから慎も褌姿で参加することに……。さらに、会場には三浦の姿も!そこには組の連中と一緒の久美子が……!?

9巻（黒田富士）
- 三浦先生の悪巧み
- 男の魅力は○○○○
- 白金学院共学化計画!?
- 女子生徒さん、いらっしゃ〜い♥
- 激マブ女子争奪 学院抗争勃発!!
- 黒十字襲来!!
- さらば、天海組長…
- 拉致られたのは…!?

あらすじ
汗だくの褌姿の男たちが放つビミョ〜な芳香に引き寄せられ、秋祭りの会場に現れた三浦。そこで三浦が見たのは、組の連中と一緒の久美子の姿!三浦は久美子の正体を黙っているかわりに、慎との取り引きを持ち出すが……!?
一方学校では、困難に陥っている経営の打開策として共学化を目指すことに。女子生徒募集を前に、女子限定の体験入学を実施することになったのだが、その最中、学校に不良グループ「黒十字」がお礼参りにやってきて……!?

10巻（山口久美子）
- わかってくれ、慎公……
- 黒田一家VS黒十字
- 愛しのナイト様♥
- アサゲ〜〜〜、フーライゲ〜〜〜♪
- ナイト様と衝撃のご対面!!
- 若松と康絵ねーさん
- リヒャルトくん再登場♥
- 青玉高校へ、いざ潜入!!
- エリート高校の正体…!?

あらすじ
自分と間違えられて「黒十字」に拉致された藤山先生救出のため、ついていこうとする生徒たちを置いて単身アジトに乗り込む久美子。だが、そこには天海組の加勢のため下見に来ていた組の連中が!!
ついに三浦が動き出した!そのせいで藤山先生に組のことがバレてしまい……!?
さらに、最近起こる妙な暴力事件。現場に落ちていたのは、白金学院の生徒手帳。そこで、容疑者として浮上したのはなんと……リヒャルト!?

11巻（沢田慎）
- 富士、フン張る!!
- 慎が連れ去られた!?
- ちょっと暑い、極妻ファッション…
- 凄腕の家庭教師登場♥
- 負けたよ、クソ犬
- 鶴の恩返し
- 種馬っ!!?
- 下駄箱にラブレター♥
- 留置場のメリークリスマス
- やっだ〜〜〜〜〜〜、あんたも!?

あらすじ
青玉高校の卑劣なやり方に切れた久美子だが、相手は当代きっての頭脳派集団。一筋縄で片が付く連中では……。考えあぐねた久美子は「慎」を使ってある作戦を思いつくが、果たして……!?
さらに季節は就職シーズンへ突入。伝説の白金OB、アベツル商店社長・阿部鶴男が年に一度行う就職採用試験「アベテスト」。極秘とされる試験内容に興味津々の久美子。いったいどんなテストなのか、久美子も一緒に試験を受けることに!!

12巻（大島京太郎）
- 一年でもっとも大事な日
- 篠原先生に女の影
- 「篠原先生を返してください」???
- 幼馴染みとご対面!
- それ行け! 魅惑の北海道ツア〜♥
- ドキドキ VS ずきずき
- 姐さん大集合っ!
- 人生いろいろ、てつにもいろいろ
- 野郎ども! カチコミだ!!

13巻（藤山静香）
- 理事長の野望、再び
- 桜田門より天敵襲来!
- 謎の覆面レスラー現る
- 赤い羽根のおばさん
- 猿渡教頭の侠気（※「侠気」に「おとこぎ」とふりがな）
- 黒田一家のお正月♥
- え!? クマが…!?
- 納涼番外編『鬼ヶ寺 怪奇事件簿』

14巻（篠原智也）
- アルバイト大作戦!!
- 帰ってきた“あの男”
- 誘拐事件発生!!
- 真夜中の“犬”捜査線!!
- 奪還作戦、開始!
- 檻の中のふたり
- “龍”と“鯨”
- 問題児・工藤の再教育!!
- 「エリーゼ」のために…
- うっちー、絶体絶命!?

最終巻15巻（沢田慎&山口久美子）
- し、慎がホスト化!?
- 花火大会の夜に…!?
- 南の進路希望は?
- バレちゃった!!!!
- 「お世話になりました」
- 「一緒に来て欲しい…」
- 天笑会の正体
- さらわれた南を救い出せ!
- ラスボス登場!!
- 教師が久美子の生きる道!（※「教師」に「コレ」とふりがな）
- グッバイ・マイ・ラブ
- 3年4組、卒業!
- 最終話「告白」

## 『ごくけん』
集英社『別冊YOU』に不定期掲載されている『ごくせん』の番外編的シリーズ。本編では普通の犬として登場している土佐犬「富士」が主役の短編ギャグ漫画。

### 登場人物
黒田富士（くろだ ふじ）
本作主人公。黒田一家の愛犬。慎にとても懐いている。二足歩行も可能。合コン、卓球、探偵、フライングディスク等々なんでもこなす（?）。
一見人語を話しているように見えるが、実は沢田が犬語を話している。
アニメのごくせんでは1話から登場している。こちらでは久美子の飼い犬ということになっており、普段は久美子同様に赤いジャージを着ている。
次回予告も富士が担当している。
沢田慎（さわだ しん）
富士のベストパートナー。通称：慎さん、プリンス。犬語が理解できるらしい。
アニメでは当初は富士が心で語る言葉に慎は理解を示さなかったが、次第に気持ちが理解できるようになっている。
山口久美子（やまぐち くみこ）
白金学院3年4組担任の新米教師（就任時は2年4組担任）。通称：ヤンクミ。この作品に限ってはヒロイン的ポジション、というかサブキャラである。

### サブタイトル
- あっしの名前は「黒田富士」!!（9巻収録）
- 悪魔島・金子さん殺人事件!!（9巻収録）
- 第3回ベストパートナーコンテスト開催!!（10巻収録）
- 富士 VS 慎「恋のイロハ」を語る（10巻収録）
- 合コンへ、Let' GO!（11巻収録）
- 沢田探偵事務所（12巻収録）
- 世紀末卓球王列伝!（13巻収録）
- 富士に弟!?（最終巻15巻収録）

## テレビアニメ
日本テレビほかで、2004年1月6日 - 3月30日に放送された。原作版の雰囲気を色濃く出した作風となった。アニメ放送当時は原作版の連載が続いていたため結末はほぼアニメオリジナルとなっている。

### キャスト
- 山口久美子 - 早水リサ
- 沢田慎 - 鈴村健一
- 藤山静香 - 松本梨香
- 猿渡五郎 - 魚建
- 内山春彦 - 増川洋一
- 南陽一 - 中國卓郎
- 野田猛 - 山岸功
- 熊井輝夫 - 杉野博臣
- 大島京太郎 - 若本規夫
- 若松弘三 - 佐藤晴男
- 達川ミノル - 吉田裕秋
- 朝倉てつ - 平井啓二
- 岩本康平 - 小谷津央典
- 江口篤史 - 豊川功弘
- 工藤広樹 - 鈴木千尋
- 白川権三 - 西村朋紘
- 白川雁一郎 - 青山穣
- 篠原智也 - 小西克幸
- 黒田龍一郎 - 大塚周夫
- 富士 - 加藤精三

### スタッフ
- 監督 - 佐藤雄三
- シリーズ構成 - 小林靖子
- キャラクターデザイン・総作画監督 - 兼森義則
- 美術監督 - 高橋和博
- 色彩設計 - 小針裕子
- 撮影監督 - 葛山剛士
- 編集 - 寺内聡
- 音楽 - 長谷川智樹
- 音響演出 - 本山哲
- プロデューサー - 山下洋、田村学、丸山正雄
- アニメーションプロデューサー - 村田好通
- アニメーション制作 - マッドハウス
- 製作著作 - 日本テレビ、バップ

### 主題歌
オープニングテーマ「本当の言葉」
作詞・作曲 - 後藤貴光 / 編曲・唄 - FOOT STAMP
エンディングテーマ「おのれ道」
作詞 - 渡邊智央 / 作曲 - 一色真実 / 編曲 - 長谷川智樹 / 唄 - 八代亜紀
挿入歌「ミンゲンヒ〜ナ〜」（第7話）
作詞 - 森本梢子 / 作曲 - 長谷川智樹 / 歌 - 白金学院コーラス部

### 各話リスト
| 話数 | サブタイトル                 | 脚本     | 絵コンテ | 演出       | 作画監督        | 放送日        |
| ---- | ---------------------------- | -------- | -------- | ---------- | --------------- | ------------- |
| 1    | わけあり新米教師誕生!!       | 小林靖子 | 佐藤雄三 | 佐藤雄三   | 濱田邦彦        | 2004年 1月6日 |
| 2    | 対決!!慎VSお嬢?              | 小林靖子 | 小島正幸 | 井上茜     | 山縣亜紀        | 1月13日       |
| 3    | クマの初体験?                | 小林靖子 | 寺本幸代 | 寺本幸代   | 嶋津郁雄        | 1月20日       |
| 4    | お嬢が金髪!真犯人は誰だ?     | 小林靖子 | 太田雅彦 | 池田重隆   | 君塚勝教        | 1月27日       |
| 5    | 大江戸組の危機!              | 小林靖子 | 川尻善昭 | 田中洋之   | 北尾勝 濱田邦彦 | 2月3日        |
| 6    | 京さんの迷芝居?              | 小林靖子 | 依田正彦 | 依田正彦   | 今里佳子        | 2月10日       |
| 7    | ミンゲンヒ〜ナ〜って何じゃ!? | 小林靖子 | 片渕須直 | 井上茜     | 山縣亜紀        | 2月17日       |
| 8    | ドトーの修学旅行スタート!!   | 筆安一幸 | 寺本幸代 | 寺本幸代   | 嶋津郁雄        | 2月24日       |
| 9    | 仁義無き学院闘争勃発!?       | 佐藤勝一 | 西村聡   | 池田重隆   | 君塚勝教        | 3月2日        |
| 10   | ねらわれた学院!              | 筆安一幸 | 片渕須直 | 島崎奈々子 | 竹内あきら      | 3月9日        |
| 11   | 慎さんが学校を辞める!?       | 佐藤勝一 | 川尻善昭 | 寺本幸代   | 嶋津郁雄        | 3月16日       |
| 12   | 白金学院が閉校…!?            | 小林靖子 | 片渕須直 | 田中洋之   | 濱田邦彦 北尾勝 | 3月23日       |
| 13   | ヤンクミ最後の仁義!          | 小林靖子 | 佐藤雄三 | 佐藤雄三   | 君塚勝教        | 3月30日       |

### 放送局
| 放送局                  | 放送期間               | 放送日時                     | 備考        |
| ----------------------- | ---------------------- | ---------------------------- | ----------- |
| 日本テレビ              | 2004年1月7日 - 3月31日 | 水曜 0:53 - 1:23（火曜深夜） | 製作局      |
| 静岡第一テレビ          | 2004年3月 - 4月        | 月曜 - 木曜 10:30 -          | 2話連続放送 |
| 長崎国際テレビ          | 2004年1月 - 4月        | 木曜 1:23 - （水曜深夜）     |             |
| 熊本県民テレビ          | 2004年1月 - 4月        | 金曜 0:53 - （木曜深夜）     |             |
| テレビ新潟放送網        | 2006年3月 - 4月        | 月曜 - 木曜 10:25 -          | 2話連続放送 |
| 日テレプラス&サイエンス | 不明                   | 不明                         | CS放送      |

| 日本テレビ 火曜深夜アニメ前半枠 | 日本テレビ 火曜深夜アニメ前半枠 | 日本テレビ 火曜深夜アニメ前半枠 |
| 前番組                          | 番組名                          | 次番組                          |
| ------------------------------- | ------------------------------- | ------------------------------- |
| SPACE PIRATE CAPTAIN HERLOCK    | ごくせん                        | MONSTER                         |